# توم نيو
توم نيو (18 يناير 1985 في المملكة المتحدة - ) (بالإنجليزية: Tom New)‏ هو لاعب كريكت بريطاني. لعب مع نادي مقاطعة ديربيشاير للكريكت ‏ ونادي مقاطعة ليسترشاير للكريكت ‏.

## وصلات خارجية
- توم نيو على موقع إي آس بي آن كريك إنفو (الإنجليزية)